# Rosenstav

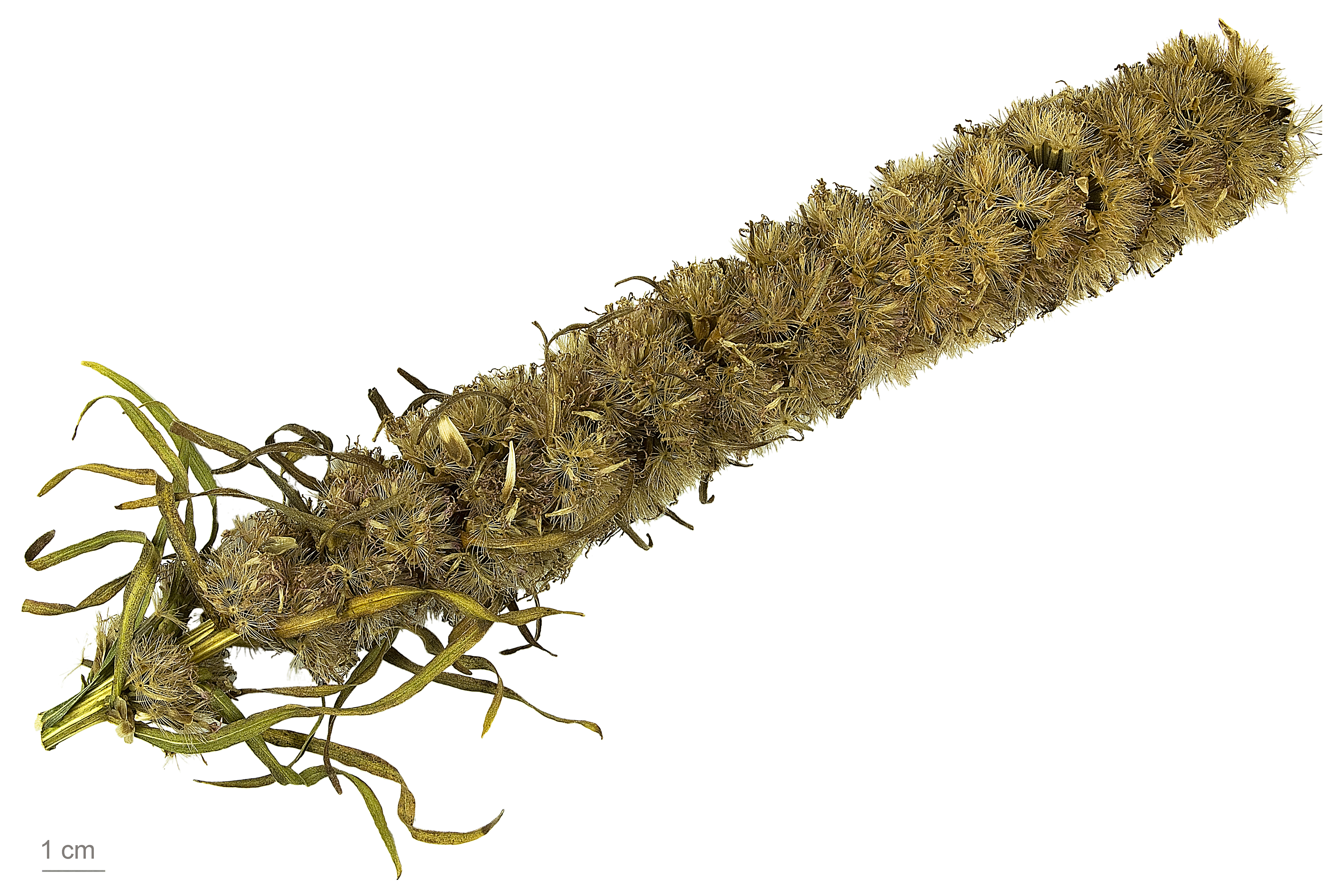
Liatris spicata

Rosenstav (Liatris spicata) är en art i familjen korgblommiga växter i östra Nordamerika. Arten är en vanlig trädgårdsväxt i Sverige.
Fleråriga örter som vanligen blir mellan 40 och 100 cm höga, men ibland så höga som 180 cm. Rothalsen är rundad och knöllik. Bladen är kala eller sparsamt ludna med få glandelkörtlar, rosettbladen har 2-5 nerver och är smalt lansettlika till smalt omvänt lansettlika eller skedformiga 12–35 × 0,2–1 cm, gradvis mindre utmed stjälken. Blommorna kommer i små blomkorgar, mer eller mindre tätt sittande i ett ax. Själva blommorna är rörlika och purpurrosa.
Arten kan delas in i två varieteter:
- var. spicata -

är något större med bredare blad (4-20 mm) som gladvis blir mindre utmed stjälken.
- var. resinosa - är en kustnära varietet som har mindre blad (4-8 mm) som abrupt blir mindre på mitten av stjälken och blir fjällika. Blomkorgarna blir 7-9 mm med vanligen 5-6 blommor. Blomkorgarna blir 8-11 mm med vanligen 6-8 blommor eller fler.

## Synonymer
var. spicata
Lacinaria elongata Greene
Lacinaria spicata (L.) Kuntze
Lacinaria spicata f. albiflora (Britton) House
Lacinaria spicata var. albiflora (Britton) Britton
Lacinaria spicata var. foliacea Farw.
Lacinaria spicata var. pumila (Lodd.) Porter
Lacinaria vittata Greene
Liatris macrostachya Michx.
Liatris pumila Lodd.
Liatris sessiliflora Bertol.
Liatris spicata f. albiflora Britton
Liatris spicata f. montana (A.Gray) Gaiser
Liatris spicata var. macrostachya DC. nom. illegit.
Liatris spicata var. montana A.Gray
Liatris spicata var. typica Gaiser nom. inadmiss.
Liatris vittata (Greene) K.Schum.
Serratula spicata L.
var. resinosa (Nutt.) Gaiser 
Lacinaria spicata var. resinosa (Nutt.) Voss
Liatris resinosa Nutt. 

## Kultivarer
- Liatris spicata 'Alba'
- Liatris spicata 'Blue Bird'
- Liatris spicata 'Floristan Weiss'
- Liatris spicata 'Floristan Violett'
- Liatris spicata 'Kobold'
- Liatris spicata 'Silver Tips'